# Renáta Kunstová
Renáta Kunstová (23. dubna 1962, Praha – 4. května 2014) byla česká informatička, proděkanka pro distanční a kombinované studium Fakulty informatiky a statistiky Vysoké školy ekonomické v Praze.
Renáta Kunstová v roce 1985 ukončila studium na fakultě řízení VŠE, v roce 2007 obhájila doktorskou disertační práci. Jako vysokoškolský pedagog působila na VŠE od roku 1985. Nejprve pracovala na katedře automatizovaných systémů řízení, od roku 1993 působila na katedře informačních technologií. Ve své pedagogické i vědecko-výzkumné činnosti se zaměřovala na analýzu a návrh informačních systémů a na oblast správy podnikového obsahu. Byla autorkou či spoluautorkou 5 knih, 17 skript a řady odborných článků a příspěvků na konferencích.

## Odborné zaměření
- Analýza a návrh informačních systémů
- Modelování podnikových procesů
- Výběrová řízení
- Informační strategie
- Enterprise Content Management

## Vzdělání
- 1985 – titul Ing. v oboru „Automatizované systémy řízení“ (VŠE)
- 2007 – titul Ph.D. v oboru „Informatika“ (VŠE)

## Zaměstnání
- 1985–1993 – VŠE, Fakulta řízení, katedra automatizovaných systémů řízení
- od 1993 – VŠE, FIS, Katedra informačních technologií